# Mont-devant-Sassey
Mont-devant-Sassey är en kommun i departementet Meuse i regionen Grand Est (tidigare regionen Lorraine) i nordöstra Frankrike. Kommunen ligger i kantonen Dun-sur-Meuse som tillhör arrondissementet Verdun. År 2022 hade Mont-devant-Sassey 99 invånare.

## Befolkningsutveckling
Antalet invånare i kommunen Mont-devant-Sassey
| Referens: INSEE |